# Партизан (игра)
Партизан — компьютерная игра в жанре Action RPG от третьего лица, которую создала компания Paradigm и выпустила компания Новый Диск. В игре рассказывается о приключениях бывшего советского капитана, а теперь солдата, Сергея Петрова.

## Сюжет
Во время советско-финской войны капитан Сергей Петров отдал приказ об отступлении, чтобы уменьшить потери. Командование расценило эти действия как проявление трусости, и капитан угодил сначала под трибунал, отправивший его в тюрьму.
С началом Великой Отечественной войны его отправили в штрафные батальоны. Но на расположение батальона напали немцы. Многих убили, а выживших — взяли в плен и куда-то увели. Петрову остаётся только одно - идти вызволять своих и мстить немцам.

## Геймплей
Как и в любой RPG, игрок может развивать своего персонажа, получая новые уровни развития за счёт получения опыта. Его можно получить, выполняя квесты и убивая противников.
Существует пять основных характеристик, увеличивающиеся при достижении нового уровня:
- Сила,
- Ловкость,
- Выносливость,
- Восприятие,
- Удача.

Кроме этого, для каждого вида оружия существует набор из нескольких умений. В большинстве случаев увеличение умения означает увеличение скорострельности, точности или урона или уменьшение времени перезарядки.
Все вооружение в игре разделено на несколько типов: холодное оружие, пистолеты, автоматы, пулеметы и винтовки. К каждой разновидности предполагаются свои боеприпасы, подходящие для всех моделей оружия данного вида.
В игре существуют «Стили боёв», которые дают определённые преимущества при владении определённым оружием (что автомат будет стрелять точнее, но медленнее).

## Рецензии
Крупнейший российский портал игр Absolute Games поставил игре 48 %. Обозреватели отметили неплохую графику. К недостаткам были отнесены слабый игровой процесс и сценарий. Вердикт: «Внезапный крен в фантастику легко объяснить: „зомби“ и суперсолдаты — единственный выход для разработчиков, загнавших себя в тупик неудачно выбранной тематикой для action/RPG и невозможностью выжать из неё что-нибудь стоящее. Как ни крути, бегать по полям и улицам, уничтожая молчаливых бойцов разных немецких дивизий, — гораздо скучнее, чем кромсать сказочных монстров в Diablo и Titan Quest».
Игромания поставила игре 6.5 баллов из 10-ти, сделав следующее заключение: «В итоге „Партизан“ не выходит за рамки довольно удачного жанрового упражнения. Его можно выставлять в музее народных промыслов — эка невидаль, наши молодцы первого „Дьяблу“ под Вторую мировую подковали! К сожалению, весь остальной мир ждет в это самое время Diablo под номером три».
Журнал Лучшие компьютерные игры дал игре оценку 38 % из 100, сделав следующее заключение: «Ролевой игры о Второй мировой» не вышло. Вместо неё получился боевик с грудами оружия и мертвых тел и тысячами расходуемых патронов. Игра хорошо подходит, если не хочется думать, а просто интересно пострелять в почти неподвижные мишени и постараться найти «еще одну винтовку».